# Штанга (снаряд)

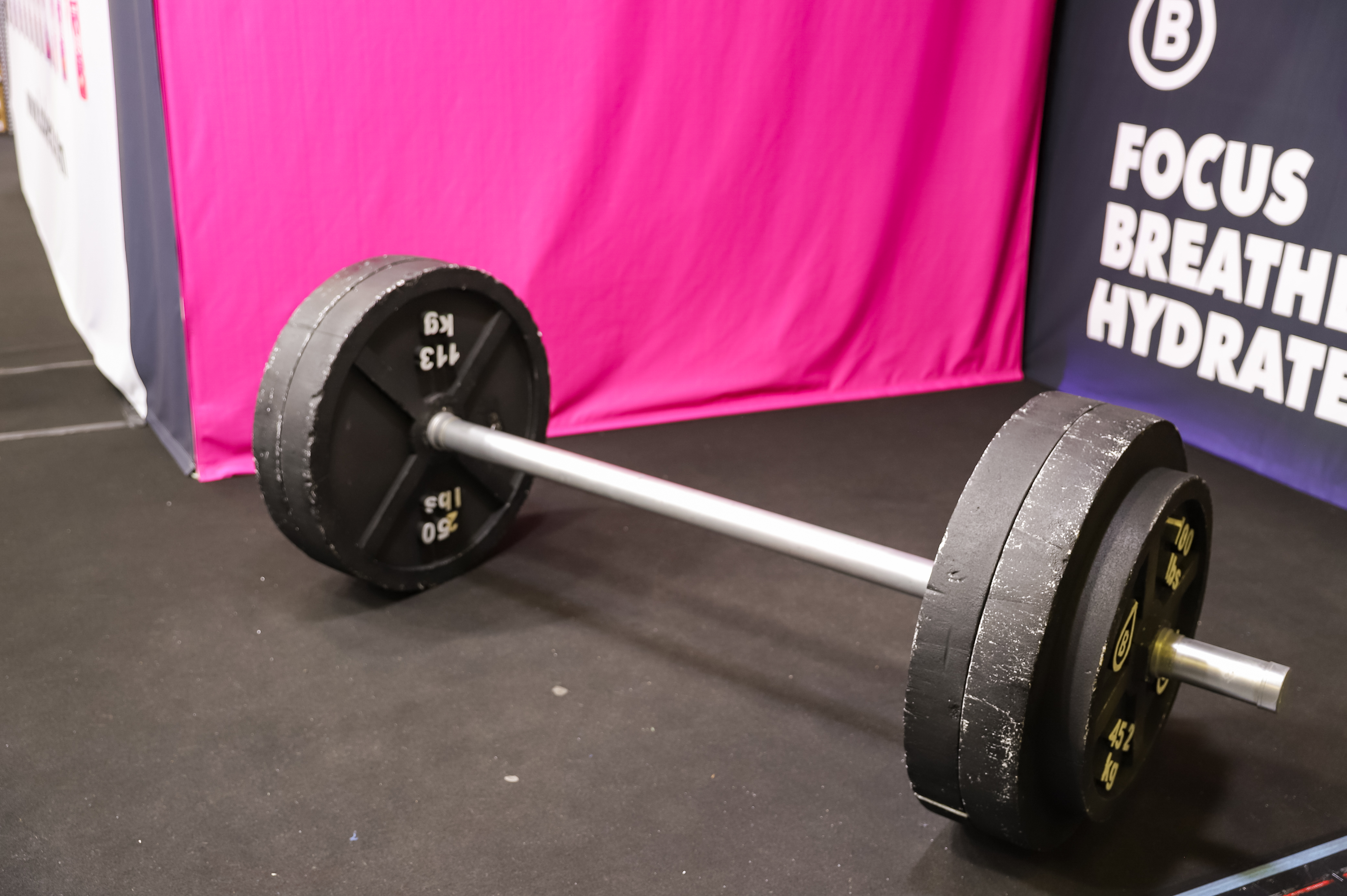
Олимпийская штанга

Шта́нга (от нем. Stange — «стержень, прут») — спортивный снаряд для поднятия веса в тяжёлой атлетике и пауэрлифтинге.
Гриф разборной штанги имеет на концах втулки для закрепления нагрузки, состоящей из дисков различной массы (блинов) и замков.

## История
В древнем Египте воины поднимали железные и каменные балки для развития силы. Древние греки изготавливали гантели. Солдаты средневековой Англии (XIV—XV вв.) соревновались в поднятии железных балок. Летопись конца XVI в. описывает палку с прикреплёнными к концам свинцовыми грузилами — первое упоминание штанги переменного веса. Шаровые штанги всегда имели гриф длиной 1 м. В литературе описано изготовление гантели: «Литые чечевицеобразные шары надеваются на небольшой железный ствол и крепятся к нему небольшим шипом. Ствол расклёпывается и обёртывается кожей». Аналогично делалась штанга.
Помимо литых были и полые штанги — переменного веса. В них засыпался песок или дробь.
Разборная штанга появилась в Германии в середине XIX в. Начиная с Олимпийских Игр 1896 на соревнованиях применяется только разборная штанга. Своеобразное место занимает ось Аполлона — ось вагонетки диаметром 50 мм и весом 165 кг, названная по прозвищу Луи Юни (Франция), ежедневно поднимавшего её на подмостках. Главная трудность — ось не проворачивалась. Только через 30 лет её смог поднять олимпийский чемпион Олимпийских Игр 1924 года Шарль Ригуло (Франция). Штангу с проворачивающимся грифом изобрёл немецкий инженер Берг в начале XX в. Впервые на соревнованиях — на Чемпионате Европы 1929 г. Позднее на всех основных международных соревнованиях применяется штанга с обрезиненными дисками.

### Штанга Краевского
«Отец русской атлетики» В. Ф. Краевский создал разборную штангу оригинальной конструкции, с тремя отметками: одна в центре грифа для подъёма одной рукой, и две по краям; и дисками 2—10 фунтов. Начиная с Чемпионата России 1897, она применялась на соревнованиях. Позднее её улучшили до революции С. Д. Дмитриев (Москва) и в советское время Ян Спарре (Москва) и Н. И. Кошелев (Ленинград).

## Типы грифов

### Олимпийская штанга
Гриф олимпийской штанги: масса — 20 кг, длина — 2,2 м, диаметр — 28 мм, посадочные втулки на концах грифа, на которые надеваются диски, диаметром 50 мм. Втулки установлены на подшипниках и могут вращаться независимо от грифа и друг от друга.
Нагрузка составляется из набора стандартных обрезиненных дисков со внутренним диаметром 51 мм и массой 25, 20, 15 или 10 кг, внешний диаметр дисков 450 мм или менее зависит от их веса (соответственно красного, синего, жёлтого и зелёного цветов), а также малых дисков массой 5, 2,5, 1,25, 1, 0,5 и 0,25 кг. В пауэрлифтинге применяются диски массой 50 кг. Масса стандартного замка — 2,5 кг, нестандартного — 0,1 кг.

### Штанга для пауэрлифтинга
Гриф штанги для пауэрлифтинга внешне похож на олимпийский, но имеет диаметр 29 мм, массу 20 кг и гораздо большую жёсткость, чем олимпийский гриф. Это связано с тем, что в пауэрлифтинге работают с большими весами, чем в тяжёлой атлетике. Выполнение пауэрлифтёрских соревновательных упражнений с олимпийским грифом потенциально травмоопасно, например, в приседаниях со штангой на плечах, при съёме штанги спортсмена может начать «колотить». В то же время, спортсмены-тяжелоатлеты используют пружинящие свойства олимпийского грифа для облегчения выполнения упражнений — в тот момент, когда концы грифа совершают колебательное движение вверх, штанга становится немного легче.

### Стандартная штанга
Гриф стандартной штанги имеет диаметр 28 мм по всей длине и массу 10-20 кг. Посадочных втулок нет, гриф монолитный.

### Штанга для тяги
Используется в альтернативных федерациях пауэрлифтинга. По гибкости похожа на олимпийскую и с более крупной насечкой.  За счёт своей гибкости позволяет уменьшить амплитуду, а значит, увеличить поднимаемый вес, насечка же облегчает удержание штанги в руках. Запрещена в IPF.

### Штанга для приседаний
Используется в альтернативных федерациях пауэрлифтинга. По жёсткости превосходит стандартный гриф для пауэрлифтинга. Запрещена в IPF.
Не путать с нестандартным П-образным грифом для приседаний (коромысло).
Согласно спецификациям WPC, диаметр специального грифа для приседаний не должен превышать 32 мм; длина втулок наконечников грифа для надевания дисков не должна превышать 508 мм; расстояние между втулками грифа не должно превышать 1434 мм; общая длина грифа не должна превышать 2400 мм; масса грифа с замками должна равняться 30 кг.

### Женская олимпийская штанга
Женская олимпийская штанга похожа на мужскую, но её гриф короче (2,05 м) и легче (15 кг) и имеет меньший диаметр — 25 мм. Женская штанга не имеет насечки в центре грифа, так как эта насечка наносилась для выполнения движений одной рукой, которые сейчас не применяются.

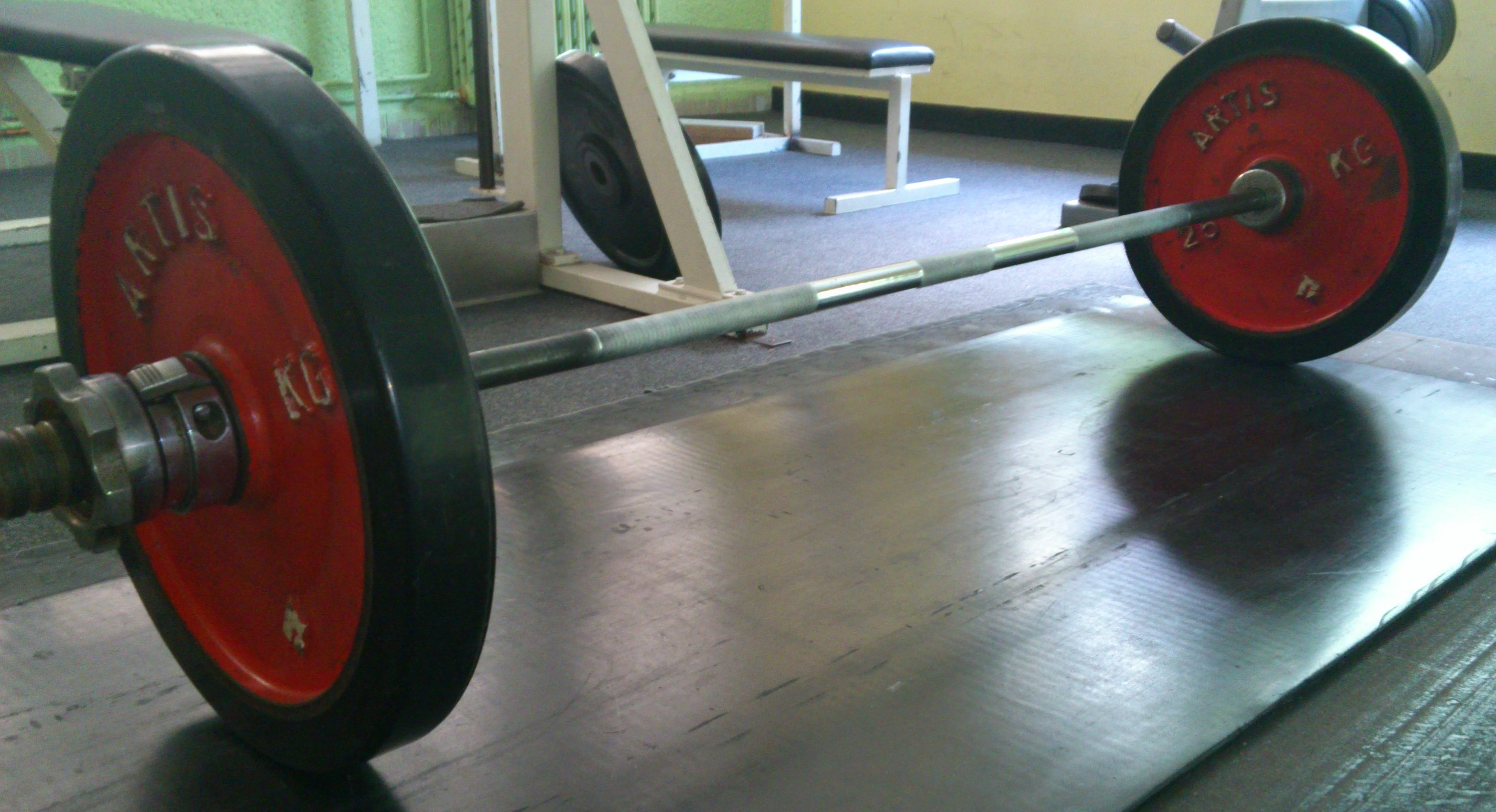
Олимпийская тренировочная штанга

### Тренировочная штанга
Используется для выполнения различных вспомогательных упражнений.
Гриф (европейский стандарт) штанги имеет диаметр 30 мм по всей длине и массу от 5 до 10 кг.
Гриф (американский стандарт) штанги имеет диаметр 25 мм по всей длине.
Длина этих грифов — 1200, 1800 мм.

### EZ-гриф

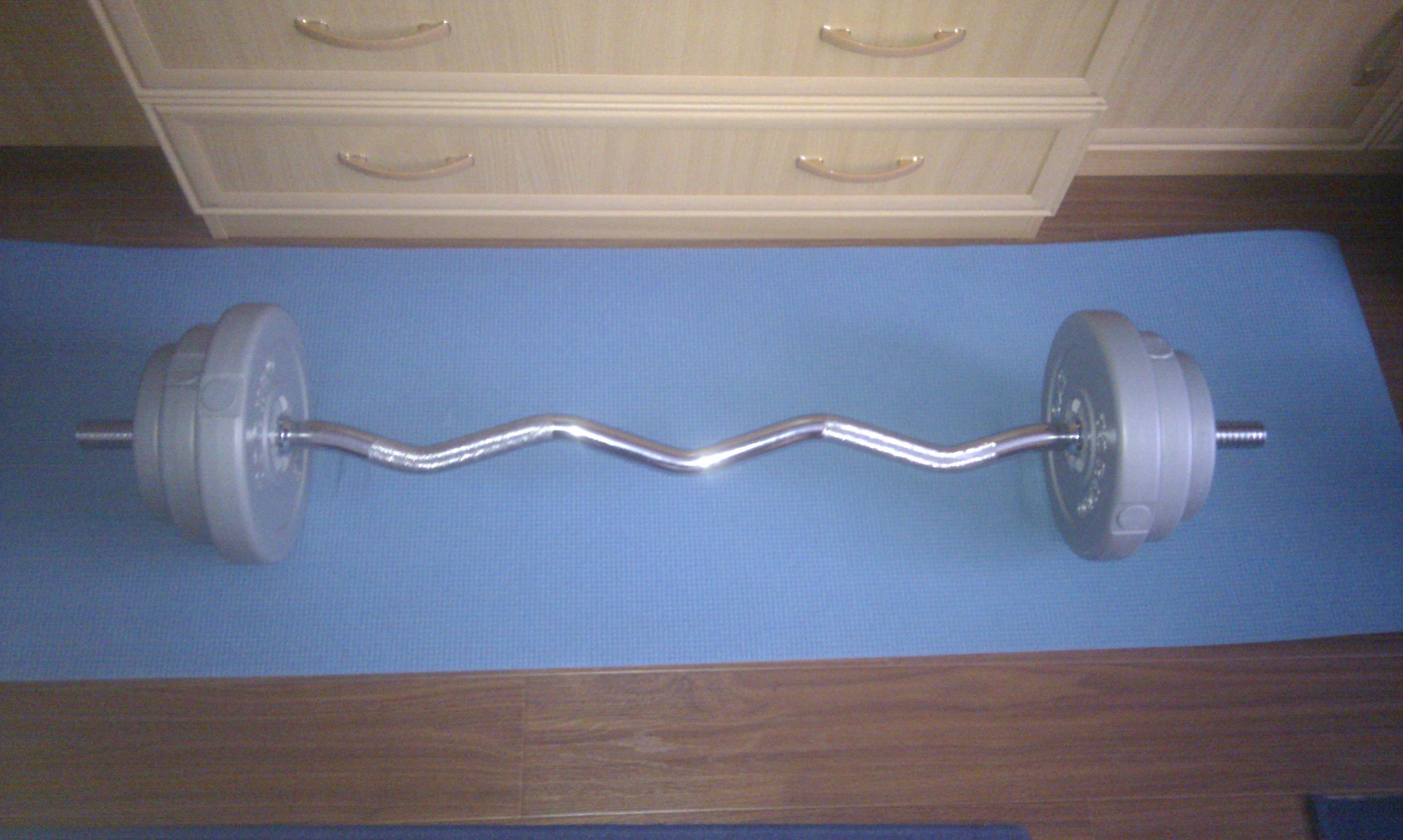
EZ-штанга Torneo

В некоторых случаях применяется штанга с изогнутым грифом, так называемым «EZ-грифом» от английского «easy» (снимает нагрузку с запястий). Такая штанга обычно применяется для упражнений на бицепс и трицепс (французский жим).

### T-гриф
Существует штанга с грифом в виде буквы «Т», на один конец которой навешивается груз, а второй закрепляется неподвижно.

### Трап-гриф

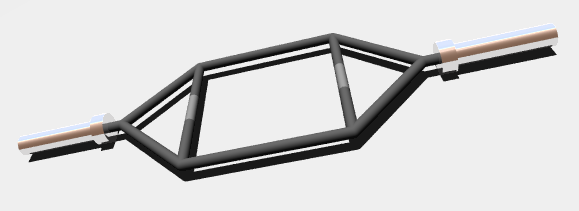
Компьютерный макет трап-грифа

Имеет вид шестиугольника, по бокам ручки для хвата. Используется в упражнениях «тяга трап-грифа», в шрагах, солдатском жиме и т. д. Изобретён и запатентован Элом Джерардом (Al Gerard).

### Ось Аполлона[3]
В настоящее время осью Аполлона (Apollon’s Axle) можно именовать любой гриф с толщиной 49—51 мм. Назван в честь оси от вагонетки французского силача Луи Юни, по прозвищу Аполлон, ежедневно поднимавшего её на подмостках.
IronMind® Apollon’s Axle™ — ось Аполлона от фирмы IronMind, выпущен в 1994 году. Становая тяга именно этого грифа прямым хватом является обязательной дисциплиной в армлифте. Гриф имеет диаметр 51 мм, вес 15 кг, длину 220 см и не вращающиеся посадочные втулки. В качестве нагрузки используются блины олимпийского стандарта. Сам гриф в виде трубы (полый).
Apollon’s Wheel (Ось от вагонетки месье Аполлона) — имеет диаметр 49 мм, длину 183 см. Гриф сплошной, в качестве нагрузки используются колёса диаметром 66 см (необязательно), втулки не вращаются. Этот снаряд наиболее приближен к оси вагонетки Луи Юни. Используется в силовом экстриме. Точная копия оригинальной оси вместе со стальными колёсами весит 165 кг, была изготовлена Ivanko Barbell Company для турниров «Arnold Classic Strongman». На турнирах рангом ниже вес оси может отличаться от оригинального, как и диаметр колёс.
IronMind® Apollon’s Wheel™ — IronMind Apollon’s Axle с приделанными колёсами диаметром 66 см.

## Грузовые диски

Диск чугунный литой 5 кг с хватами для рук Euro classic

В качестве нагрузки применяются диски (разг. «блины») массой: 50, 25, 20, 15, 10, 5, 2,5, 1,25, 0,75, 0,5 кг.
Диски различаются по внешнему диаметру и по диаметру отверстия для втулки.
Диски олимпийского стандарта, начиная с веса 10 кг (новый стандарт), 15 кг (старый стандарт) или 25 кг (диски для пауэрлифтинга), имеют внешний диаметр 45 см. Могут быть как обрезиненными, так и без покрытия. Диски без покрытия используются в пауэрлифтинге. Для удобства, диски разных весов окрашиваются в разные цвета.
Диски для фитнеса, наиболее распространённого типа, начиная с веса в 15 кг, имеют внешний диаметр 37 см. Могут быть как под втулку олимпийской штанги (51 мм), так и под втулку стандартной штанги (25 мм). Обычно имеют чёрный цвет. Однако, диски для фитнеса не стандартизированы, поэтому могут встречаться диски разных цветов, с отверстиями для переноски, разной толщины, разной формы (круг или многогранник), из лёгких сплавов (внушительный внешний вид при небольшом весе) и т. д.

## Замки

Гайка зажимная из резины, пластика и металла MB Barbell

Для того, чтобы блины не слетали с концов грифа при выполнении упражнений, на штангу надеваются замки.
Замки бывают нескольких типов:
- стандартные замки с пружинным или ломающимся стопором для втулок с диаметром 50 мм. Масса пары замков должна составлять 5 кг;
- пружинные зажимы для втулок 50 мм и 25 мм. Масса пары зажимов примерно 100 г и не учитывается в массе собранной штанги;
- замки-гайки для втулок 25 мм, 35 мм и 50 мм. Гайки для штанги со втулкой 25 мм не учитываются в массе, гайки для втулок 35 и 50 мм используются в разборных гантелях.